# Altschwendt
Altschwendt là một đô thị thuộc huyện Schärding thuộc bang Oberösterreich, Áo. Đô thị Altschwendt có diện tích 13 km², dân số thời điểm năm 2006 là 640 người.